# Samba de roda
O samba de roda é uma forma ancestral de dança do samba originária no Recôncavo baiano e é tido como a matriz fundamental para o nascimento do samba urbano carioca e do samba rural, especialmente do baiano,  . Seus passos principais foram preservados na forma posterior urbanizada do samba. Caracteriza-se por ser dançado geralmente ao ar livre, tendo como marca o dançante requebrando e saracoteiando sozinho, enquanto outros participantes da roda se encarregam do canto — alternando frases de solo e coro — e da execução dos instrumentos — prato e faca, pandeiro, ganzá, entre outros.
Com o nome de samba de roda e já dotado de muitas das características que o identificam ainda até hoje, seus primeiros registros datam da década de 1860. Posteriormente, passou a reunir tradições culturais transmitidas por africanos escravizados e seus descendentes, como o culto aos orixás e caboclos, o jogo da capoeira e a chamada comida de azeite.
Devido a sua importância cultural e artística, recebeu reconhecimento como patrimônio cultural imaterial brasileiro pelo Instituto do Patrimônio Histórico e Artístico Nacional em 2004 e patrimônio cultural imaterial da humanidade pela Organização das Nações Unidas para a Educação, a Ciência e a Cultura em 2005.

## História
Os primeiros registros a respeito do samba de roda datam dos anos de 1860, embora haja menções a elementos do samba de roda em documentos históricos desde o século XVII. Com notável influência africana, é considerado como uma das bases de formação do samba carioca. Alguns pesquisadores observam que o samba de roda guarda semelhanças com o coco, outra espécie de dança de roda, mas que possui influências dos batuques africanos e dos bailados indígenas.
A manifestação está dividida em dois grupos característicos: o samba chula e samba corrido. No primeiro, os participantes não sambam enquanto os cantores gritam a chula – uma forma de poesia. A dança só tem início após a declamação, quando uma pessoa por vez samba de roda no meio da roda ao som dos instrumentos e de palmas. Já no samba corrido, todos sambam enquanto dois solistas e o coral se alternam no canto.
O samba de roda está ligado ao culto aos orixás e caboclos, à capoeira e à comida de azeite. A cultura portuguesa está também presente na manifestação cultural por meio do violão, do pandeiro e da língua utilizada nas canções. Foi considerado pelo Instituto do Patrimônio Histórico e Artístico Nacional (IPHAN) como patrimônio imaterial. O ritmo e dança teve sua candidatura ao Livro de Registro (que registra os patrimônios imateriais protegidos pelo IPHAN) lançada em 4 de outubro de 2004, e, depois de ampla pesquisa a respeito de sua história, o samba de roda foi finalmente registrado como patrimônio imaterial em 25 de novembro de 2005, status que traz muitos benefícios para a cultura popular e, sobretudo, para a cultura do Recôncavo Baiano, berço do samba de roda.
Gravações de samba de roda estão à disponibilidade nas vozes de Dona Edith do Prato, natural de Santo Amaro, ama de leite dos irmãos Velloso, e amiga de Dona Canô. Dona Edith tocava música batendo faca num prato, do que provém o apelido e sua música ainda é respeitada. O álbum Vozes da Purificação contém sambas de roda, na maioria de domínio público, cantados por Dona Edith e o coral Vozes da Purificação.

## Estilos derivados
Com a modernização e urbanização do samba de roda, vieram então vários nomes. Em 1916, veio o primeiro samba gravado em disco, Pelo Telefone, pelo cantor e compositor Donga, e, ao longo do tempo, vieram outros cantores e autores de sambas: Ataulfo Alves, Pixinguinha, Noel Rosa, Cartola, Nelson Cavaquinho, entre tantos outros.
Dos ritmos derivativos do samba, o mais controverso foi o da Bossa Nova, na década de 1950. Lançada por artistas como Antônio Carlos Jobim e João Gilberto (este, baiano de Juazeiro, o inventor do ritmo tocado no violão), a Bossa Nova é acusada pelo historiador da música brasileira, José Ramos Tinhorão, de ter se distanciado da evolução natural do samba de roda e se limitar apenas a aproveitar parte de seu ritmo para juntá-lo à influência do jazz e dos standards (a música popular cinematográfica de Hollywood, cujo maior ídolo foi Frank Sinatra). Os defensores da Bossa Nova, no entanto, embora reconheçam que o ritmo pouco tenha a ver com a realidade das favelas cariocas (por sinal, removidas dos principais bairros da Zona Sul pelos governos estaduais nos anos 50 e 60), no entanto afirmam que ela contribuiu inegavelmente para o enriquecimento da música brasileira e para o reconhecimento do samba no exterior.

## Contemporaneidade
A manifestação cultural, na sua forma contemporânea, está presente em obras de compositores baianos como Dorival Caymmi, João Gilberto e Caetano Veloso. Nos anos 1980, o Samba de roda foi representado por nomes como Zeca Pagodinho e Dudu Nobre. A partir do final dos anos 1990 o pagode também começou a sofrer a decadência e como a história do samba de roda tem demonstrado que, sempre que um gênero começa a perder popularidade, novas formas de se produzi-lo aparecem e mantêm o samba de roda a principal forma de harmonia musical brasileira, mesmo que sempre se modificando por novas influências.

## Patrimônio imaterial

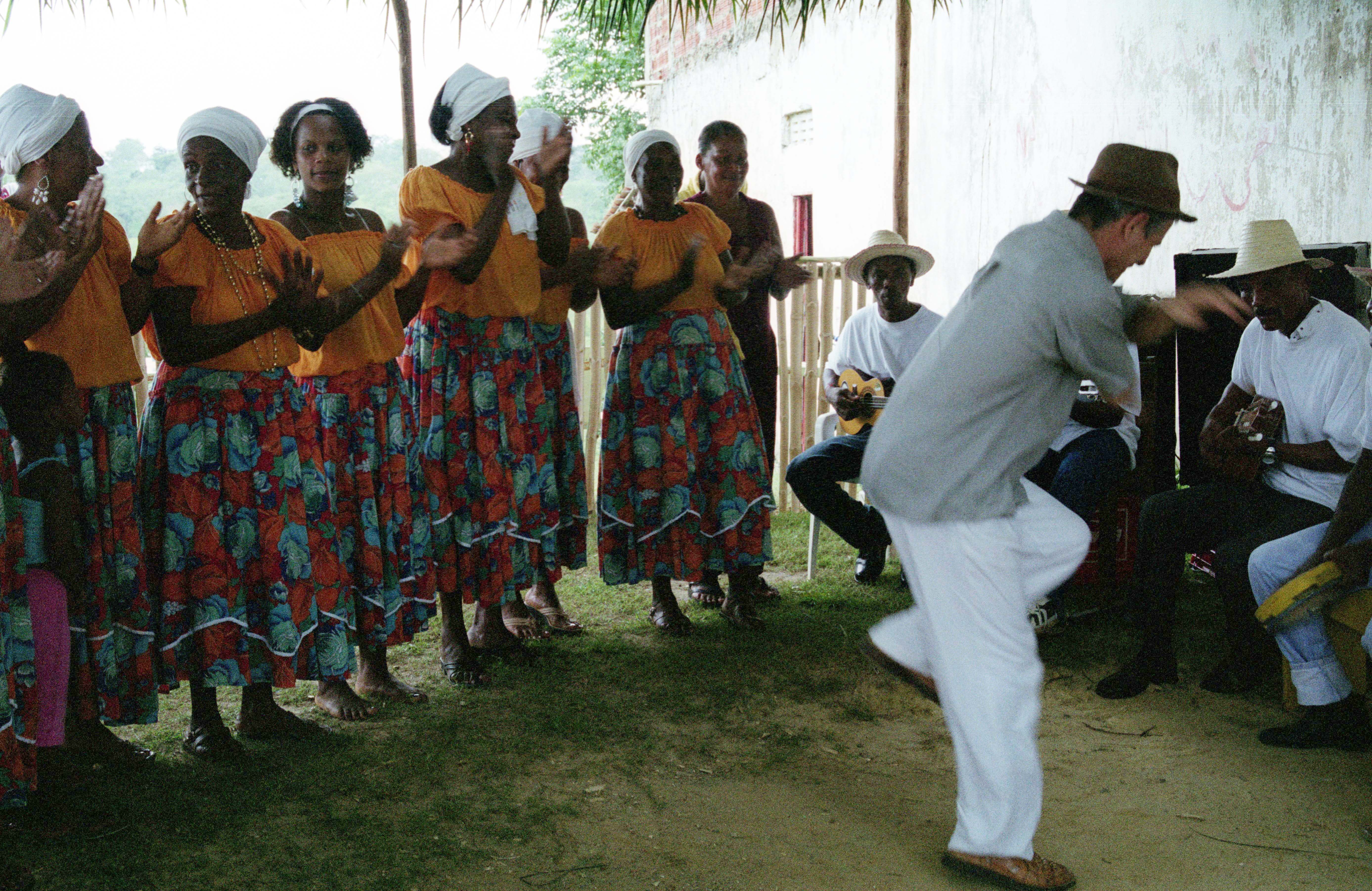
Samba de Roda do Recôncavo no 2004.

O samba de roda designa uma mistura de música, dança, poesia e festa. Presente em todo o estado da Bahia, é praticado principalmente, na região do Recôncavo. Mas o ritmo se espalhou por várias partes do país, sobretudo Pernambuco e Rio de Janeiro. O Rio de Janeiro, já na sua condição de Distrito Federal, se tornou conhecido como a capital mundial do samba de roda brasileiro, porque foi nesta cidade onde o samba evoluiu, adquiriu sua diversidade artística e se estabeleceu, na zona urbana, como um movimento de inegável valor social, como um meio dos negros enfrentarem a perseguição policial e a rejeição social, que via nas manifestações culturais negras uma suposta violação dos valores morais, atribuindo a elas desde a simples algazarra até a supostos rituais demoníacos, imagem distorcida que os racistas atribuíram ao candomblé, que na verdade era a expressão religiosa dos povos negros, de inegável importância para seu povo.